# Festuca yemenensis
Festuca yemenensis är en gräsart som beskrevs av Evgenii Borisovich Alexeev. Festuca yemenensis ingår i släktet svinglar, och familjen gräs. IUCN kategoriserar arten globalt som sårbar. Inga underarter finns listade i Catalogue of Life.